# حيويات فرانسفيلية

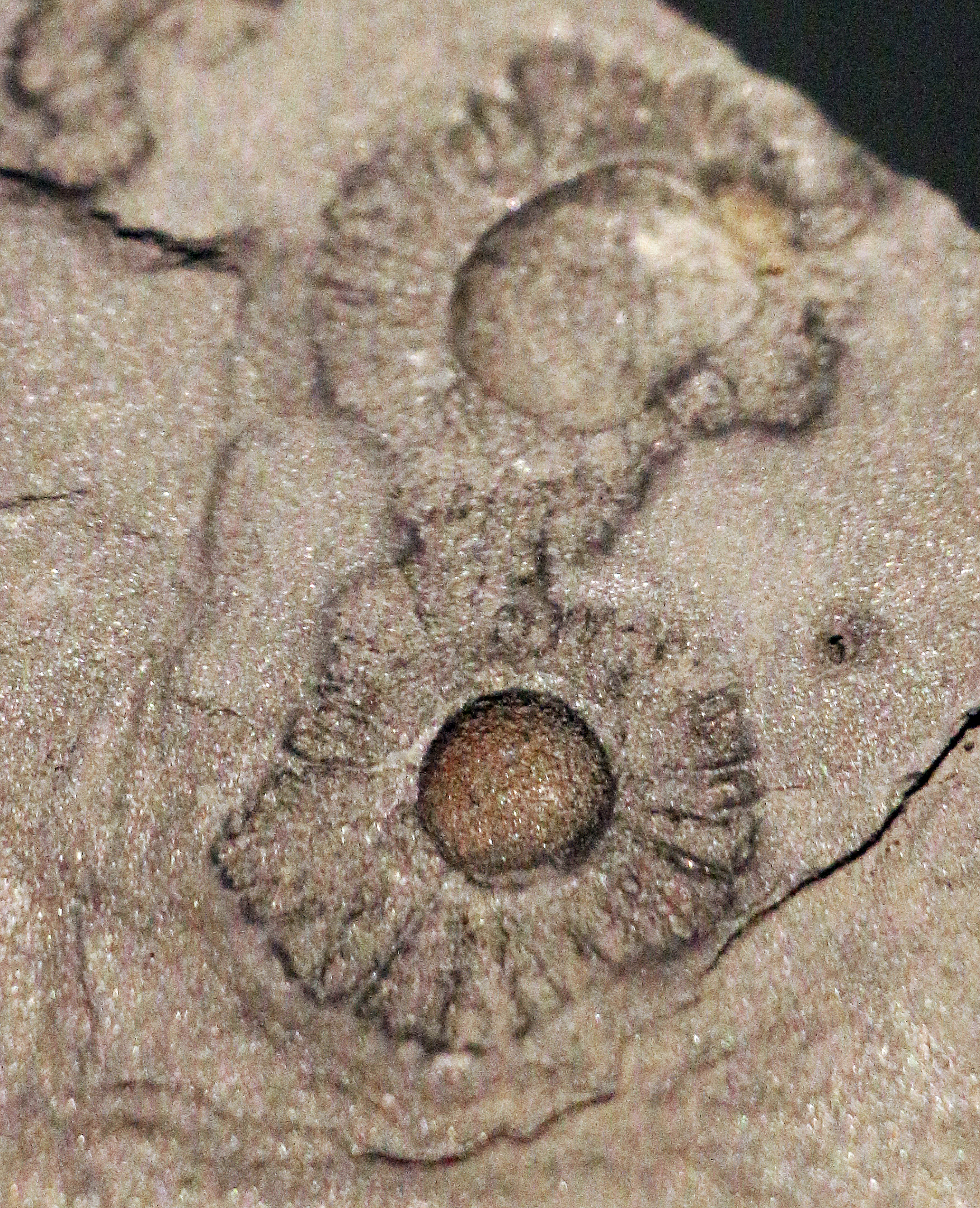
مثال على التركيبة المجهرية المشارة إلى في الحيويات الفرانسفيلية

حيويات فرانسفيلية (باللاتينية: Francevillian biota) (والتي يشار إليها أيضًا باسم حفريات الغابون الكبيرة أو غابونيونتا أو حفريات مجموعة الفرانسفيلي) مجموعة من الهياكل المجهرية التي يعود تاريخها إلى 2.1 مليار سنة، والتي يعتقد جدلا أنها أحافير، ومعروفة من تكوين حوض فرانسفيلي في الغابون، وهي مقاطعة طفل صفحي أسود تشتهر بعدم وجود أي تحول ملحوظ. افترض بعض العلماء أن هذه الهياكل هي دليل على أقدم شكل من أشكال الحياة متعددات الخلايا، وحقيقيات النوى. تم اكتشافها من قبل فريق دولي بقيادة الجيولوجي المغربي الفرنسي عبد الرزاق الألباني، من جامعة بواتيي الفرنسية. وبما أنه لم يتم تعيينها في تصنيف رسمي بعد، فقد تمت الإشارة إليها بشكل غير رسمي وجملة باسم "غابونيونتا"، وكذلك من قبل متحف التاريخ الطبيعي فيينا في عام 2014. ولا يزال موضوع التشكيك في وضع الهياكل كأحافير مطروحا للنقاش.